# Oasi Mirasole
L'Oasi Mirasole o Oasi Ca' Granda Mirasole sorge nei pressi di Via Ripamonti vicino alla Fondazione Prada, lo attraversa il Naviglio Vettabbia ed è situato a sud della città di Milano nel Municipio 5; confina con il territorio comunale di Opera. L'Oasi nasce nel 1456 come un vasto parco con un grande patrimonio di natura, storia e cultura di Milano, è nota per la presenza di colonie di aironi.

## La storia
La zona è stata bonificata e coltivata fin dal XII secolo.

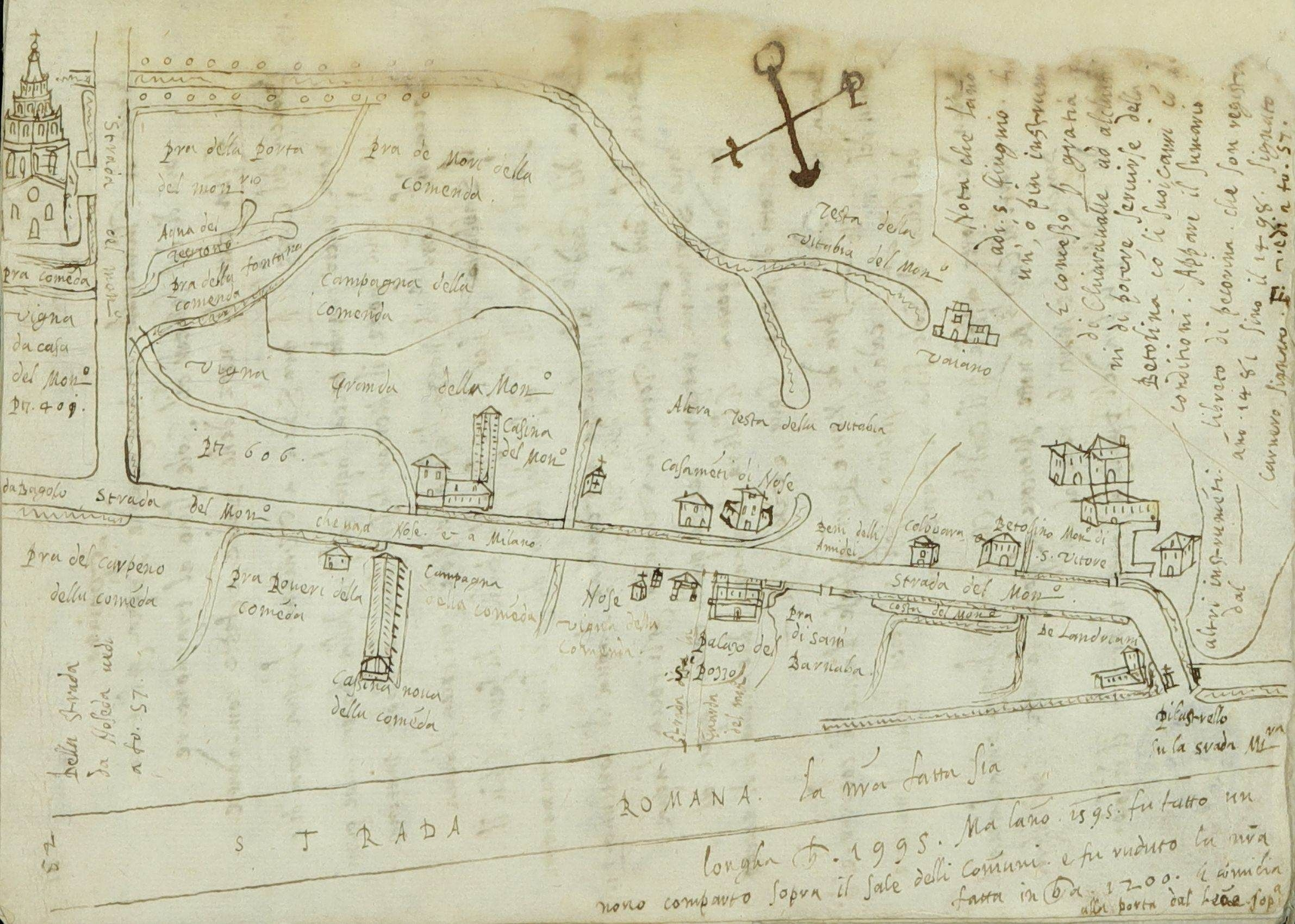
Antica mappa dei Prati Chiaravalle Milanese particolare

## Fauna
Lungo il percorso sono presenti lo scoiattolo grigio nordamericano, il capriolo, lo scoiattolo europeo, il ghiro, il tasso, la donnola, la volpe, il coniglio selvatico e la lepre. 
Tra gli uccelli si possono osservare l'airone cenerino, i picchi verde, rosso maggiore e rosso minore, la garzetta, il cuculo, la cinciallegra, il migliarino di palude, l'averla piccola e molti altri passeriformi, la nitticora, l'airone bianco maggiore, la cicogna bianca, il germano reale, lo svasso maggiore, il tuffetto comune, il cormorano, il gabbiano comune, la gallinella d'acqua, la folaga, l'airone guardabuoi, il martin pescatore, il colombaccio, il piccione e il fagiano.

## Flora
Nel parco sono molte le specie arboree presenti. Tra le tante, il frassino maggiore, la farnia, l'olmo campestre, arbusti di sanguinella, l'evonimo, la frangola, il ligustro, il sambuco, l'ontano nero, il salice bianco e il salice grigio.